# William Styron
William Clark Styron, Jr. (født 11. juni 1925 i Newport News, Virginia, død 1. november 2006 på Martha's Vineyard, Massachusetts) var en amerikansk forfatter.
Styron er mest kendt for at have skrevet to kontroversielle romaner:
The Confessions of Nat Turner (1967), som handler om en leder af slaveoprøret i Virginia i 1831 (Pulitzerprisen) og Sophie's Choice (1979), som handler om holocaust under anden verdenskrig og de personlige bebrejdelser ved bearbejdningen af disse traumatisk minder. Bogen blev filmatiseret i 1982.

## Priser og udmærkelser
- Pulitzerpriset for skønlitteratur 1968 for The Confessions of Nat Turner